# Démographie du Vanuatu
La population de la république de Vanuatu en 2020 est estimée à 298 333 habitants. Cet article détaille la structure de sa démographie.
La population était en janvier 1979 de seulement  111 251 habitants, et en 1967 de 77 710 habitants.

## Sources
1. ↑  Indicateurs du World-Factbook publié par la CIA.
2. ↑  Le taux de variation de la population 2020 correspond à la somme du solde naturel 2020 et du solde migratoire 2020 divisée par la population au 1er janvier 2020.
3. ↑  Indicateurs du World-Factbook publié par la CIA.
4. ↑  L'indicateur conjoncturel de fécondité (ICF) pour 2020 est la somme des taux de fécondité par âge observés en 2020. Cet indicateur peut être interprété comme le nombre moyen d'enfants qu'aurait une génération fictive de femmes qui connaîtrait, tout au long de leur vie féconde, les taux de fécondité par âge observés en 2020. Il est exprimé en nombre d’enfants par femme. C’est un indicateur synthétique des taux de fécondité par âge de 2020.
5. ↑  Indicateurs du World-Factbook publié par la CIA.
6. ↑   Le taux de natalité 2020 est le rapport du nombre de naissances vivantes en 2020 à la population totale moyenne de 2020.
7. ↑  Indicateurs du World-Factbook publié par la CIA.
8. ↑   Le taux de mortalité 2020 est le rapport du nombre de décès, au cours de 2020, à la population moyenne de 2020.
9. ↑  Indicateurs du World-Factbook publié par la CIA.
10. ↑  Le taux de mortalité infantile est le rapport entre le nombre d'enfants décédés à moins d'un an et l'ensemble des enfants nés vivants.
11. ↑  L'espérance de vie à la naissance en 2020 est égale à la durée de vie moyenne d'une génération fictive qui connaîtrait tout au long de son existence les conditions de mortalité par âge de 2020. C'est un indicateur synthétique des taux de mortalité par âge de 2020.
12. ↑  L'âge médian est l'âge qui divise la population en deux groupes numériquement égaux, la moitié est plus jeune et l'autre moitié est plus âgée.
13. ↑  https://www.cia.gov/the-world-factbook/countries/vanuatu CIA
14. ↑  « Vanuatu Provinces », sur statoids.com (consulté le 12 juin 2023).